# Ersari
Ersari (en turkmène Ärsary, où Er signifie homme courageux, maître, et sari signifie clair, brillant, jaune) sont l'une des principales tribus du peuple turkmène d'Asie centrale et l'une des cinq principales tribus du pays du Turkménistan. Ils vivent principalement au Turkménistan, en Afghanistan et au Pakistan.

## Population
Le nombre total de membres de la tribu Ersari est d'environ 2,1 millions de personnes. La tribu Ersari compte quatre divisions sous-tribales : Gara, Bekeul, Gunesh et Uludepe.

## Histoire

### Origine

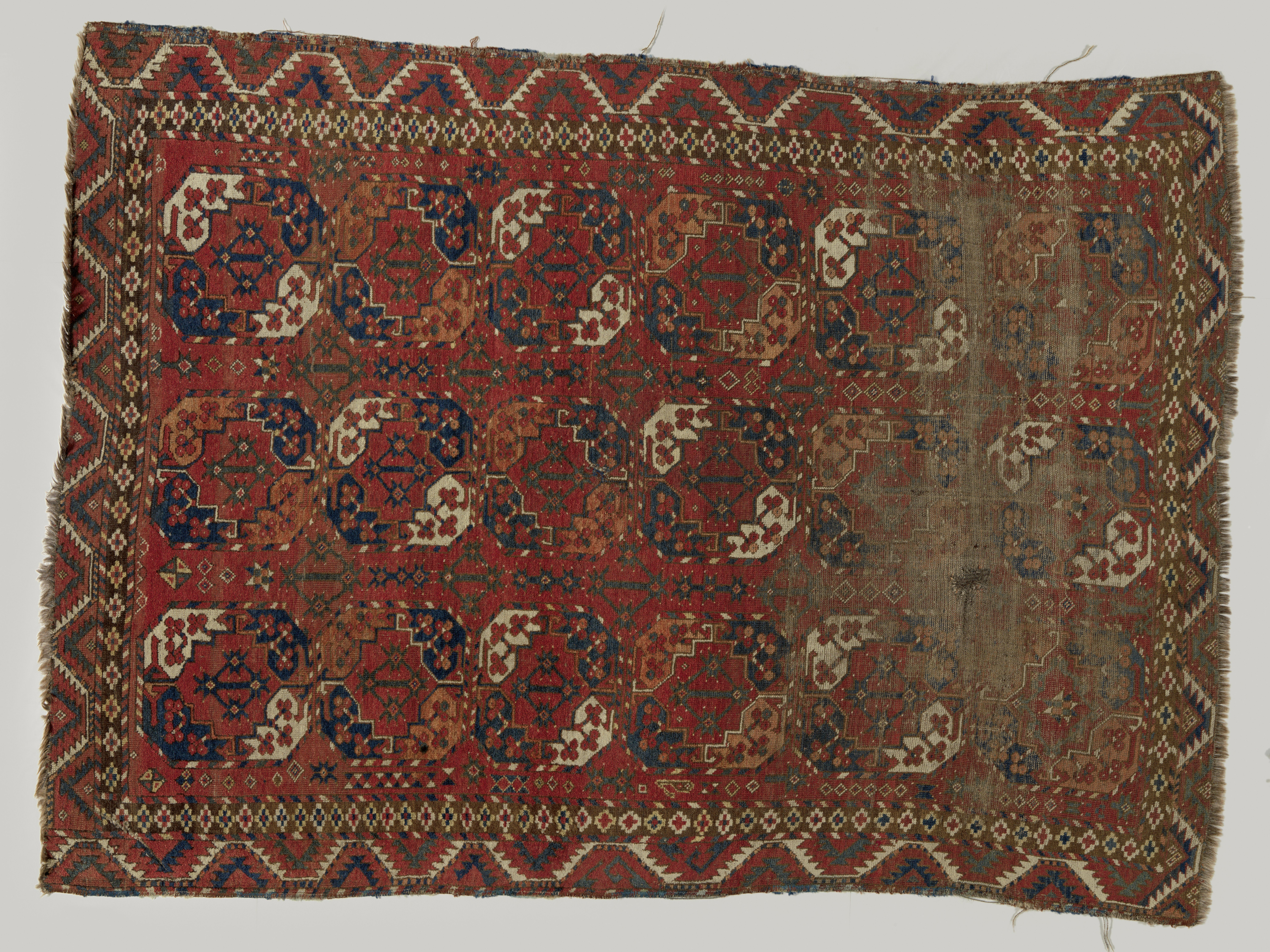
Tapis Ersari, début XIXe siècle.

Motif de tapis Ersari tel que représenté sur le drapeau et l'emblème turkmène.

Les Ersari sont des descendants directs des Turcs Oghouzes. On pense qu'ils proviennent de la tribu Salur (en) tout comme la tribu turkmène Yomut. Les Turkmènes Seldjoukides, conquérants de l'Iran et de la Turquie, sont également considérés comme les ancêtres des Ersari.

### Confédération tribale turkmène Sayin Khan
Les Ersari semblent avoir été un élément majeur de la confédération tribale turkmène Sayin Khan dont la yourte (territoire nomade), de la fin du XIIIe siècle jusqu'au XVIIe siècle, s'étendait des montagnes de la région de Balkan jusqu'à la péninsule de Mangishlaq et au nord jusqu'au fleuve Emba. L’appellation Sayin Khan, donnée à ces Turkmènes par les autres peuples environnants, fait référence à leur émergence à la suite de l'éclatement de la Horde d'Or (fondée par Batu, petit-fils de Gengis Khan, connu sous le nom de Sayin Khan), afin de différencier leurs origines des tribus qui provenaient des territoires de Houlagou Khan (Iran) ou de Djaghataï (Asie centrale transoxanienne).
Les Turkmènes Sayin Khan semblent avoir été une confédération organisée de tribus qui se seraient divisées, de manière typiquement turco-mongole, en deux parties, les Ichki (intérieurs) et les Tashki (extérieurs) Oghouzes. Abu al-Ghazi Bahadur, le Khan ouzbek de Khiva au XVIIe siècle, dans son livre Shajara-i Tarākima (« L'arbre généalogique des Turkmènes », 1659) n'indique pas si le terme Tashki fait référence à une signification d'organisation, militaire ou purement géographique. Au XVIIe siècle, en partie à cause de l'assèchement du canal ouzboï occidental de l'Amou-Daria, les Ersari et ses principales sous-tribus se sont déplacées vers l'est, sur les rives du cours principal de l'Amou-Daria. Une sous-tribu, les Ali-Eli, s'est également déplacée vers l'est, mais est restée près de la région de Kaka, qui fait maintenant partie de la province d'Ahal au Turkménistan.

### Ersari baba
Ersari baba (en) est le chef légendaire du peuple Ersari et de tous les Turkmènes, qui vivait aux XIIIe et XIVe siècles à Mangishlaq (province de Manguistaou) et dans les montagnes de la région de Balkan (province de Balkan). Il est le fondateur de la confédération turkmène Sayin Khan et est considéré comme le père du peuple Ersari. Il a rassemblé tous les Turkmènes restés en Asie centrale après l'invasion mongole de l'Asie centrale. Il a joué un rôle de premier plan dans la consolidation des tribus turkmènes pendant cette période difficile.